# 元桢
元禎（447年—496年8月26日），鮮卑名乙若伏，河南郡洛阳县（今河南省洛阳市东）人，追尊魏景穆帝拓跋晃第十一子，生母劉椒房，北魏宗室、官员。

## 生平
皇興二年（468年）元禎被封南安王。任長安鎮都大將、雍州刺史。元禎孝順母親，但是聚斂貪污。太和十三年（489年）六月，元桢和兄弟拓跋天赐犯贪污受贿罪应当被处死，冯太后和魏孝文帝元宏驾临皇信堂，接见王公，冯太后说：“汝阴王拓跋天赐和南安王元桢不顺从法令制度，贪污纳贿搜刮财物，依照罪行应当判处死刑，将导致难以预料的事情。诸位大臣认为应该保全亲属私情破坏法令吗？或者割断亲属私情彰明法令？”群臣都说：“二王是景穆皇帝的儿子，应该受到怜悯宽恕。”冯太后不答。魏孝文帝因此下诏说：“二王所犯的罪难以饶恕，但是太皇太后追忆高宗皇帝对待兄弟的恩情；而且南安王侍奉母亲孝顺恭谨，闻名中外，所以一并免死，削夺官爵，禁锢终身。”後來，他支持孝文帝遷都洛陽，複封南安王，出任鎮北大將軍、相州刺史。太和二十年五月，到鄴城，背上長瘡，太和二十年岁在丙子八月壬辰朔二日癸巳（496年8月26日），元桢去世，虚岁五十，諡號惠王，当年十一月庚申朔廿六日乙酉（496年12月16日）葬于邙山。之后，穆泰谋反，元祯由于生前知而不告，追夺爵封。

## 家庭

### 王妃
- 冯翊仇氏，本州别驾仇牛长女[1]

### 子女
- 元英，北魏使持节、都督南征诸军事、假征南将军、中山献武王
- 元彬，北魏征虏将军、汾州刺史
- 元怡，北魏鄯善镇将、扶风王
- 元并洛
- 北乡公主，嫁尔朱荣

## 延伸阅读
[在维基数据编辑]
 《魏書·卷19下》，出自魏收《魏书》
 《北史·卷018》，出自李延壽《北史》